# Bryoptera infuscaria
Bryoptera infuscaria là một loài bướm đêm trong họ Geometridae.